# Jana Osterkamp
Jana Osterkamp (* 1977), geb. Lachmund, ist eine deutsche Rechtshistorikerin.
Nach einem Studium der Rechtswissenschaft mit Schwerpunkt Rechtsgeschichte und Rechtsphilosophie an der Humboldt-Universität zu Berlin und der Karls-Universität Prag in den Jahren 1997–2003 war sie von 2004 bis 2007 Doktorandin am Frankfurter Max-Planck-Institut für europäische Rechtsgeschichte und wurde 2007 an der Goethe-Universität Frankfurt am Main promoviert. Seit September 2007 war sie als wissenschaftliche Mitarbeiterin und Bibliotheksreferentin des Collegium Carolinum tätig. Sie hatte Lehraufträge an der Ludwig-Maximilians-Universität München und an der Universität Wien. 2016/2017 vertrat sie den Lehrstuhl für Osteuropäische Geschichte von Martin Schulze Wessel an der Universität München. Sie habilitierte sich im Jahr 2019. Seit dem Wintersemester 2023/2024 hat sie die Professur für Verflechtungsgeschichte Deutschlands mit dem östlichen Europa an der Universität Augsburg inne.
Osterkamp ist Mitglied der Vereinigung für Verfassungsgeschichte.

## Schriften (Auswahl)
- Vielfalt ordnen. Das föderale Europa der Habsburgermonarchie (Vormärz bis 1918). Vandenhoeck & Ruprecht, Göttingen 2020.
- (Hrsg.) Kooperatives Imperium. Politische Zusammenarbeit in der späten Habsburgermonarchie. Vorträge der gemeinsamen Tagung des Collegium Carolinum und des Masarykův ústav a Archiv AV ČR in Bad Wiessee vom 10.–13. November 2016. Vandenhoeck & Ruprecht, Göttingen 2018.
- mit Martin Schulze Wessel (Hrsg.): Exploring loyalty. Vandenhoeck & Ruprecht, Göttingen 2017.
- mit Joachim von Puttkamer (Hrsg.): Sozialistische Staatlichkeit. Vorträge der Tagung des Collegium Carolinum in Bad Wiessee vom 5. bis 8. November 2009. Oldenbourg, München 2012.
- Verfassungsgerichtsbarkeit in der Tschechoslowakei (1920–1939). Verfassungsidee, Demokratieverständnis, Nationalitätenproblem. Klostermann, Frankfurt am Main 2009.
- mit Renate Schulze (Hrsg.): Kirche und Sozialismus in Osteuropa. Facultas-WUV, Wien 2007.